# Подкрај (Жалец)
Подкрај (словен. Podkraj) је насељено место у општини Жалец, Савињска регија, Словенија.

## Историја
До територијалне реорганизације у Словенији био је у саставу старе општине Жалец.

## Становништво
У попису становништва из 2011. године, Подкрај је имао 209 становника.
| Број становника према пописима | Број становника према пописима | Број становника према пописима |
| ------------------------------ | ------------------------------ | ------------------------------ |
| 1991                           | 2002                           | 2011                           |
| 196                            | 210                            | 209                            |

Напомена: Године 2017. извршена је мала размена територије између насеља Чрнова (Велење) и Подкрај.